# Narigama

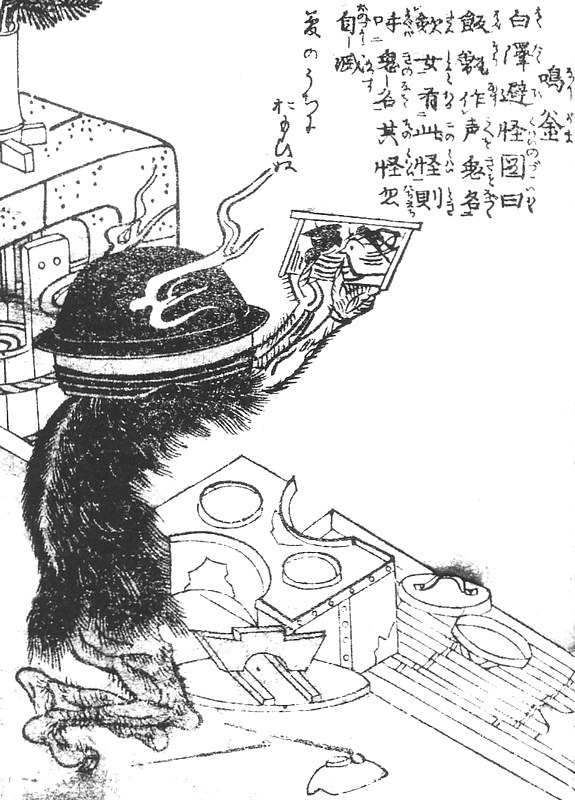
Ein Narigama, wie er in Sekiens Gazu Hyakki Tsurezure Bukuro von 1780 erscheint.

Narigama (鳴釜; wörtl. „Schreiender Kochtopf“), auch Narukama gelesen, ist der Name eines fiktiven Wesens der japanischen Folklore. Es handelt sich um einen Tsukumogami („Artefakt-Geist“), der einen launischen Charakter aufweisen, aber auch als Orakel wirken soll.

## Beschreibung
Der Narigama wird als sehr großer, eiserner Reis-Kochtopf beschrieben, der nach Ablauf von 100 Jahren eine eigene Seele bekommt, ein Eigenleben entwickelt und im einfachen Haushalt für Verwirrung und Spektakel sorgen soll. Sein Pfeifen soll an das Geschrei von Vögeln (zum Beispiel Schwalben) erinnern. Sagt man den Namen eines bestimmten Oni oder Yōkai auf, soll eine leuchtende Flamme aus dem Kessel fahren, sprichwörtlich im Erdboden versinken und aller Spuk habe nun ein Ende. Im schlimmsten Falle wachsen dem Narigama dünne Arme und Beine, er ist in dickes Fell gehüllt und Flammen schlagen aus der Seite. Nun kann der Narigama das Haus verlassen und sich anderen Tsukumogami anschließen. Der Haushalt, in dem der Narigama „geboren“ wurde, muss nun ohne Reiskochtopf klarkommen.

## Hintergründe
Erstmals vorgestellt wurde der Narigama in Tosa Mitsunobus Werk Hyakki yagyō emaki (百鬼夜行絵巻, „Nächtliche Prozessionen von 100 Geistern in Bildern“) aus dem Jahr 1520. Der Tsukumogami wurde später von Toriyama Sekien in dessen Werk Gazu Hyakki Tsurezure Bukuro (百器徒然袋; „100 Geister im Handgepäck“) aus dem Jahr 1780 aufgegriffen und um eine kleine Anekdote bereichert: Sekien merkt an, dass ein Oni namens Renjō in dem Topf hause und er aufhöre Lärm zu machen, wenn man ihn bei seinem Namen rufe. Faszinierenderweise ist der Eintrag in chinesischem Dialekt (Kanbun) verfasst. Die Gründe hierfür sind unbekannt, möglicherweise wollte Sekien auf chinesische Ursprünge des Tsukumogami verweisen.
Der Narigama ist eines der wenigen Tsukumogami, die bereits lange vor der Edo-Zeit bekannt waren. Bereits in Bilderalben und Schriftstücken des frühen 16. Jahrhunderts ist er abgebildet, allerdings ohne namentlich benannt zu werden. In der Präfektur Okayama befindet sich der Kibitsu-Schrein, der für ein interessantes Ritual bekannt ist: das Mikamabarai, bei dem ein Feuer auf Piniennadeln entfacht und ein magischer, eiserner Reis-Kochtopf erhitzt wird. Fängt das Wasser im Kessel an zu kochen, entweicht der Dampf durch spezielle Löcher im Deckel und ein pfeifender Ton entsteht. Die Lautstärke des Tons soll bestimmen, ob der Kibitsu-Kessel Glück oder Unglück vorhergesagt hat.